# Obchodní centrum Ir Jamim
Obchodní centrum Ir Jamim (hebrejsky קניון עיר ימים‎) je obchodní centrum ve čtvrti Ir Jamim na jihu Netanji. Jedná se o největší obchodní centrum v Netanji a jedno z největších v oblasti Šaronské planiny.

## Historie
Obchodní centrum postavily společnosti Šikun u-binuj a Azorim. Několik měsíců po otevření se společnost Šikun u-binuj chystala prodat svůj podíl v obchodním centru společnosti Azrieli Group, ale nakonec k dohodě nedošlo. Také společnost Azorim se v červenci 2012 pokoušela prodat svůj podíl v obchodním centru, ale ani tato jednání nakonec neuspěla.
V roce 2018 bylo postaveno rozšiřující křídlo obchodního centra, do kterého bylo investováno 200 milionů nových izraelských šekelů. Nové křídlo bylo pro veřejnost otevřeno v září 2018. Rozšiřující křídlo bylo postaveno na úkor nadzemního parkoviště, které se nacházelo u vchodu do obchodního centra od jeho otevření. Jako kompenzace za ztrátu parkovacích míst, která se nacházela u jižního vchodu do obchodního centra, bylo v podzemním parkovišti, které bylo v roce 2010 vybudováno jako dvoupatrové, vybudováno další parkovací podlaží nad stávající úrovní. Spolu s rozšířením byla postavena věž, která obsahuje 12 kancelářských pater přiléhajících k obchodnímu centru.
S jeho otevřením se v obchodním centru otevřelo mnoho značkových obchodů, restaurací, kaváren, bowlingových drah a bankovních poboček.

## Plány do budoucna
Společnost Šikun u-binuj má zájem postavit v sousedství obchodního centra další kancelářskou věž, která bude mít asi 40 pater, ale tento záměr vyvolává námitky obyvatel kvůli dopravním zácpám, které věž vytvoří.